# Magaly (programa de televisión)
Magaly (estilizado como MAGALY) fue un programa de televisión peruano, presentado por la periodista  Magaly Medina. Se emitía los sábados a las 21:00 horas, en la señal de Latina. Fue estrenado el 13 de septiembre de 2014.

## Antecedentes
En noviembre del 2013, tras un año sabático, Magaly era presentada como figura de ATV, con un contrato has fines del 2014. Tras varias propuestas para su programa de televisión  y negociaciones con Angel Gonzales, gerente general del Grupo ATV, el jueves 22 de mayo de 2014, Magaly a través de un comunicado de prensa, confirma que se iba de la casa después de 13 años, el grupo ATV responde el comunicado, deseándole éxitos.
Tras fuertes rumores de la entrada de Magaly a Frecuencia Latina (ahora Latina Televisión) el 24 de junio del mismo año, el programa Amor amor amor transmitió en vivo, la firma de contrato de Magaly con el canal. Aún sin definir el nombre y el contenido de su espacio; anunció una campaña de intriga un mes después.
En julio, Frecuencia Latina presentó un espacio especial llamado La hora de la verdad, donde Beto Ortiz entrevistaba a Magaly Medina, el encuentro llegó a los 17 puntos de índice de audiencia.

## Audiencia
- Su estreno fue el más sintonizado con 22.9 puntos de índice de audiencia, ganando audiencia a su entonces competencia directa: Gisela, el gran show (América Televisión) que hizo 14.1 puntos.[13][14]
- Desde su estreno su programa más visto fue el 4 de octubre, al presentar un careo entre Milena Zarate y Greysi Ortega, logrando 29.5 puntos, con picos de 35.5 en el C.[15]
- El 16 de mayo de 2015, compitió con el estreno de El gran show (América Televisión), imponiéndose en el primer lugar con 23 puntos.
- El 20 de junio de 2015, Magaly tuvo un careo con la modelo Tilsa Lozano, el encuentro llegó a los 26.2 puntos, con el pico más alto de 38.2, liderando la audiencia sabatina.
- El 8 de julio de 2015, día del estreno de la segunda temporada de El gran show, solo hizo 11.5 puntos de índice de audiencia y el primer lugar lo ocupó el reality de baile.

## Controversias
Durante su estadía en Latina, hubo conflictos entre la presentadora y los colaboradores del espacio por cuestiones salariales. Además, en noviembre de 2014, Medina confirmó la renuncia de su productor Ney Guerrero por cuestiones de audiencia; más tarde, el reestructuramiento se debió a la inconformidad propia de la presentadora. En ese entonces Alfredo Vignolo, presidente de la Fundación de Ética Periodística, denunció a Magaly ante la Sociedad Nacional de Radio y Televisión, por comportamientos que se asemejan a la telebasura.
Según un reporte de ATV, los invitados recibieron sumas económicas de 80 000 dólares con la idea de dar exclusivas de sus invitados.
El 16 de mayo de 2015, al competir con el estreno de El gran show, se postergó la entrevista a Halit Ergenç, para el siguiente sábado.
El 16 de mayo de 2015, Magaly presenta una entrevista clandestina a la entonces profuga de la justicia, Nadeska Widausky, testigo del caso Gerald Oropeza, quien fue acusado de corrupción.
El 20 de junio, Magaly emite su entrevista con Tilsa Lozano y a los días revela que Ney Guerrero, productor del programa, firma un documento sin consentimiento de Magaly, donde Tilsa pone condiciones para ser entrevistada. A cambio, recibió un monto de 50 000 dólares.
El 27 de junio de 2015, Magaly no condujo su programa y fue reemplazada por Carlos Barraza, Karla Tarazona y Sandra Arana. Se especuló que su ausencia fue por su molestia con su productor al haber aceptado cláusulas para entrevistar a Tilsa Lozano. El 3 de julio, mediante Twitter, ella confirma su falta por cuadro de estrés.
El 4 de julio de 2015, Magaly genera polémica al presentar audios que revelan agresión doméstica a Angie Arizaga de Nicola Porcella, ambos figuras del programa de telerrealidad Esto es guerra. Tras esto, la ministra Ana Jara se pronunció.
El 15 de agosto de 2015, para la promoción de los Los reyes del chongo, Magaly recibió a Malu Costa para admitir públicamente realizar un trío sexual con un productor de TV, además de presentar a las modelos Leysi Suárez y Rosángela Espinoza completamente desnudas.
El 22 de agosto, Magaly comunica en su programa que su bloque Los reyes del chongo sería cancelado tras durar solo un sábado debido a la baja audiencia de 9 puntos.
El 27 de agosto de 2015, la prensa informa que Ney Guerrero ya no era productor del programa tras una discusión con Susana Umbert tras haber caído la recepción de audiencia.
Tras la salida de Guerrero, el programa empezó a perder audiencia y se vio salpicado por más acusaciones de crear conflictos artificiales entre personajes de la farándula. En noviembre de 2015 fue cancelado.